# Граф де Морсер
«Граф де Морсер» (фр. Le Comte de Morcerf) — драма французского писателя Александра Дюма-отца, написанная им совместно с Огюстом Маке на основе романа «Граф Монте-Кристо» и впервые поставленная на сцене в 1851 году. Стала второй частью драматической трилогии, в которую вошли также пьесы «Монте-Кристо» (1848) и «Вильфор» (1851).

## Сюжет
В пьесе используется одна сюжетная линия из романа «Граф Монте-Кристо», публиковавшегося в 1844—1845 годах и имевшего огромный успех. Молодой моряк из Марселя Эдмон Дантес из-за доноса трёх завистников проводит в заключении 14 лет. Он совершает побег, становится обладателем несметного богатства благодаря кладу, о котором ему рассказал товарищ по несчастью аббат Фариа, и начинает мстить своим врагам. В «Графе де Морсере» рассказывается о мести Фернану, женившемуся на возлюбленной Дантеса Мерседес, ставшему генералом и пэром Франции.
Граф Монте-Кристо (под этим титулом скрывается никем не узнанный Дантес) раскрывает тайну о предательском поведении Фернана в Греции, на службе у Али-Паши Тебелинского. Сын Фернана Альбер вызывает Монте-Кристо, ставшего к тому моменту его другом, на дуэль. Мерседес умоляет графа не убивать её сына. Тот соглашается, но Альбер просит у него прощения, так как узнаёт о его правоте. После этого Фернан совершает самоубийство.

## История текста
Пьеса была написана Александром Дюма совместно с Огюстом Маке — его соавтором по ряду романов, включая «Графа Монте-Кристо». Премьера прошла 1 апреля 1851 года в театре Комик-Амбигю. «Граф де Морсер» стал второй частью драматической трилогии: в 1848 году зрители увидели пьесу «Монте-Кристо», а в мае 1851 года — пьесу «Вильфор».
В 1894 году Эмиль Блаве создал единый спектакль по трилогии, который четыре вечера подряд шёл в театре Порт-Сен-Мартен. При этом все пьесы подверглись заметным изменениям.